# 덕남선
덕남선(德南線)은 평안남도 덕천시에 있는 남덕천역과 덕남역을 연결하는, 조선민주주의인민공화국의 철도노선이다.

## 노선 정보
- 구간과 거리 : 남덕천역~덕남역(거리는 대략 2 km)
- 역 수 : 2개(양단역 포함)
- 궤도 간격 : 1435mm(표준궤)
- 전철화 구간 : 전 구간(직류 3000V)
- 복선 구간 : 없음

## 역 목록
| 역이름         | 영업거리 (km) | 접속노선 | 소재지          |
| -------------- | ------------- | -------- | --------------- |
| 남덕천(南德川) | 0.0           | 평덕선   | 평안남도 덕천시 |
| 덕남(德南)     |               |          | 평안남도 덕천시 |